# Claudio Florimondo di Mercy
Claudio Florimondo d'Argenteau conte di Mercy (Longwy, 10 maggio 1666 – Parma, 29 giugno 1734) è stato un generale francese naturalizzato austriaco.

## Biografia

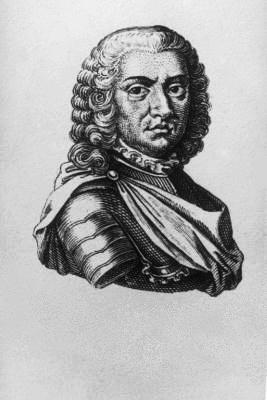
Claudius Florimund Mercy

Claudio Florimondo entrò nel 1682 come volontario nell'esercito austriaco e si guadagnò il grado di sottotenente nella battaglia di Vienna (12 settembre 1683).
Combatté poi distinguendosi nella successiva campagna d'Ungheria (1684 – 1690, parte della guerra austro-turca dal 1683 al 1699). In quel periodo fu ferito e le conseguenze gli compromisero la vista per tutta la vita. Dal 1692 fino al 1697 combatté in Italia, da dove fu nuovamente richiamato in Ungheria da Eugenio di Savoia, in tempo per partecipare con onore, tanto da avanzare di due gradi, alla battaglia di Zenta (11 settembre 1697).
Nel 1701, iniziata la guerra di successione spagnola (1701 – 1714),  combatté in Italia con il grado di tenente, respingendo con soli 300 cavalieri sei squadroni nemici a Borgoforte, fu preso più volte prigioniero ma fu sempre liberato con uno scambio. Si distinse inoltre, sempre sotto il comando del principe Eugenio, nella battaglia di Cremona (1º febbraio 1702), al punto di meritarsi gli elogi dell'imperatore Leopoldo I che gli assegnò il 15º reggimento corazzieri, con il quale guadagnò grande fama nella battaglia di Friedlingen (14 ottobre 1702).
Nel 1704, promosso generale, partecipò alla battaglia di Schellenberg (2 luglio).
Nel 1705 respinse i francesi dietro le loro linee da Pfaffenhofen fin sotto Strasburgo. Nel 1706 rifornì dei necessari vettovagliamenti la città di Landau.
Nominato luogotenente feldmaresciallo, protesse la zona di Landau. Nella campagna del 1709 condusse sei reggimenti a Mantova, quindi, ritornato sul fronte del Reno si acquartierò a Neuburg. Sconfitto da Dubourg presso Rumersheim, dovette ritirarsi su Rheinfelden, però riuscì a proteggere la zona della Foresta Nera.
Tornato sotto il comando di Eugenio di Savoia, partecipò alla guerra austro-turca dal 1716 al 1718, contribuendo alla vittoria di Petervaradino (5 agosto 1716) ed alla conquista di Temesvár.
Nel 1719 comandò le truppe austriache nella guerra della Quadruplice alleanza (1717 – 1720) in Sicilia. Egli assalì senza risultati il 20 giugno la città siciliana di Francavilla ma più avanti riuscì a conquistare Milazzo. Riconquistò quindi Messina e si attestò di fronte a Palermo.
Terminata la guerra contro la Spagna, nel 1720 Eugenio di Savoia lo nominò governatore del Banato di Temesvár che, devastato dalle numerose guerre, si era quasi spopolato. Egli prese numerose misure per rimettere in sesto la regione. Fece bonificare le paludi fra il Danubio ed il Tibisco, costruire strade e canali,  ripopolare i distretti con artigiani e contadini svevi ed altri coloni (circa 100 000 persone) cui concesse tre anni di franchigia fiscale, incoraggiò l'agricoltura ed i commerci.
Nel 1727 la costruzione del Canale Bega fu posta sotto la guida di Mercy. Prima della canalizzazione alimentava con un corso irregolare un'ampia estensione paludosa verso ovest.
Al Mercy la bonifica della palude parve una necessità sia strategica che economica, oltre che sanitaria. La bonifica creò una nuova, fertile campagna, la cosiddetta brughiera del Banato.
Nel 1733, scoppiata la guerra di successione polacca (1733 – 1739),  a Claudio Florimondo fu affidato il comando delle truppe austriache in Italia. Egli rimase vittima di un ictus che lo colpì in occasione della battaglia di Parma (29 giugno 1734). La sua salma fu tumulata nel duomo di Reggio Emilia.

## Discendenza
Poiché Claudio Florimondo di Mercy non ebbe figli, feudi e titolo comitale passarono al figlio adottivo Antonio Mercy d'Argenteau, che morì nel 1767 mentre era governatore di Essek. Il figlio di quest'ultimo Florimondo Claudio, conte di Mercy-Argenteau, subentrò nel titolo.

## Edifici fatti costruire dal Conte Mercy
- Palazzo Mercy din Timişoara, str. Proclamaţia de la Timişoara, nr. 7, TimișoaraImmagine invernale di Palazzo Mercy a Timisoara

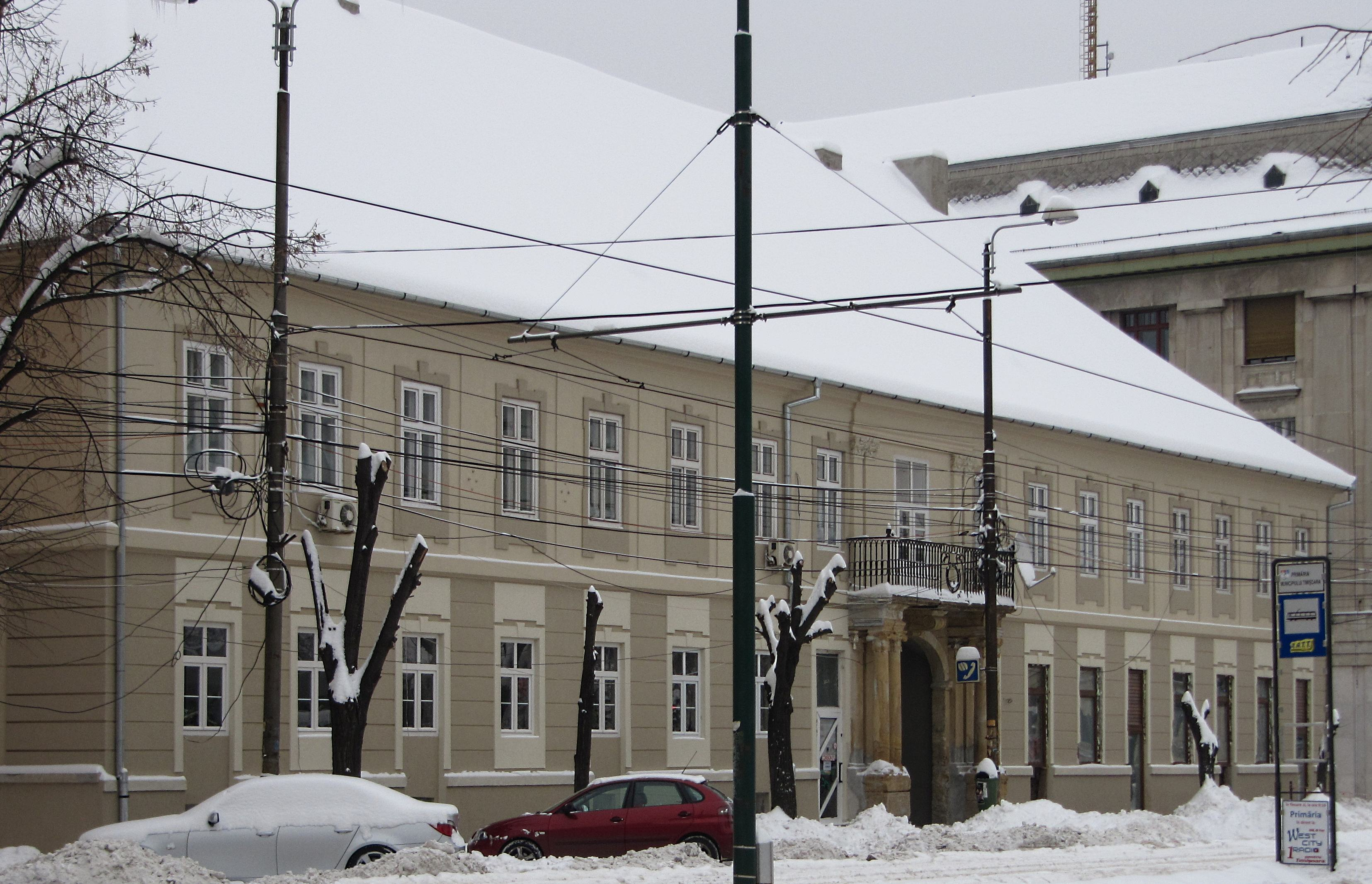
Immagine invernale di Palazzo Mercy a Timisoara

- Castello Mercy di Carani, località Carani, comune Sânandrei, contea Timiş (in stato di degrado)Il castello del conte Mercy a Carani

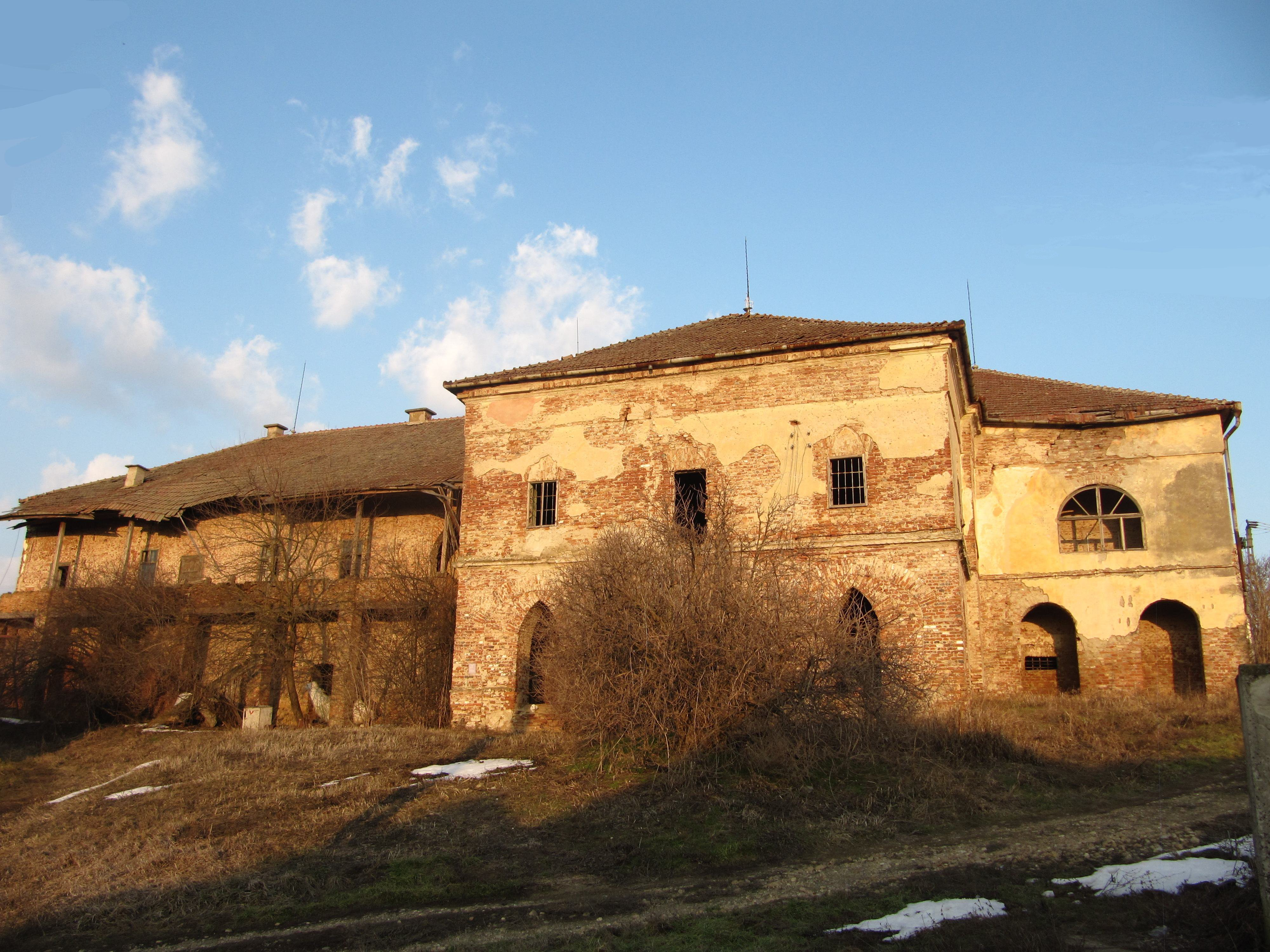
Il castello del conte Mercy a Carani